# Боряна Стоянова
Боряна Петрова Стоянова е българска състезателка по спортна гимнастика и единствената българска световна шампионка в този спорт.
На Световното първенство по спортна гимнастика, провело се в Будапеща през 1983 година, Стоянова печели златен медал в дисциплината прескок с резултат 19,825 точки, както и бронзов медал на земна гимнастика с резултат 19,850 точки. През същата година се класира за бронзовите медали в същите дисциплини на Европейското първенство в Гьотеборг.
За постиженията си през 1983 година е удостоена със званието Заслужил майстор на спорта. На следващата година е наградена с орден „Народна република България“ – I степен.
На Олимпиадата в Сеул през 1988 година Боряна Стоянова заема четвърто място на прескок с резултат 19,780 точки.
На проведена в началото на 2001 година класация на българските гимнастици на 20 век, за №1 при жените е определена Стоянова с 1336 т., следвана от Диана Дудева и Милена Мавродиева.